# Il comunista
Il comunista è un romanzo dell'autore italiano Guido Morselli, scritto tra il 1964 e il 1965 e uscito postumo nel 1976.
Il libro fu tradotto in francese, uscendo in Francia per le edizioni Gallimard nel 1978 col titolo Le communiste, e in inglese, uscendo negli Stati Uniti nel 2017 col titolo The Communist.

## Trama
Nel 1957, Walter Ferranini è un deputato emiliano di mezza età del Partito Comunista Italiano. Egli vuole andare al fondo della concezione marxista dell'economia e della realtà in generale e per questo studia i testi originali di Marx ed Engels, al prezzo di trascurare la sua amante Nuccia, moglie di un industriale affiliato al suo stesso partito. Altri grattacapi gli vengono dall'attivismo politico degli avversari politici socialdemocratici e democristiani nel suo paese natale, Vimondino, e dalle lotte di potere interne alla federazione reggiana del suo partito.
Progressivamente si rende conto che vi è una scollatura tra le idee professate da quadri e dirigenti del partito e le aspirazioni dei semplici militanti e simpatizzanti, i quali non comprendono il concetto di "liberazione del lavoro" nel senso di cessazione dello sfruttamento capitalistico, ma pensano piuttosto alla "liberazione dal lavoro", cioè alla cessazione della fatica fisica che questo comporta.
Quando Nuccia s'iscrive al PCI, in una sezione di un quartiere alto di Roma, Walter se n'adombra perché pensa che la donna l'abbia fatto solo per compiacerlo, senza ch'ella avesse meditato i presupposti ideologici di tale scelta. Accentua il suo disagio il fatto che gli venga assegnato lo sgradito compito di andare a Torino, col compagno di partito Giobatta Reparatore, a interrogare il militante della FGCI Roberto Mazzola, accusato di deviazionismo per aver affermato in incontri pubblici che il PCI, dopo la morte di Stalin, avrebbe moderato le proprie istanze. Walter, ascoltando le repliche di Mazzola al senatore Pisani, anch'egli presente all'incontro, si sente in maggior accordo col giovane.
Parlando con gli altri colleghi parlamentari Amoruso, Boatta e Reparatore della condizione del lavoro come fatica fisica, sorge tra di loro l'idea d'istituire una commissione di partito che consideri le patologie lavorative, ma l'idea viene bocciata nelle alte sfere. A Roma, dopo diverso tempo dal loro primo incontro, Walter rivede Mazzola, che lo informa di essere stato ammonito (nonostante Ferranini avesse suggerito che nessun provvedimento fosse emesso a suo carico) e che intende continuare la sua attività politica con gli operai, se necessario anche fuori dal partito.
Ferranini è poi inviato con una delegazione del PCI a Leningrado, ad un convegno dell'Accademia delle Scienze dell'URSS, ma durante il viaggio in treno s'ammala e non riesce a partecipare ai lavori, che gli vengono riferiti da Amoruso. Walter fatica ad ammettere che in URSS gli operai possano soffrire delle stesse patologie lavorative di quelli italiani, ma deve arrendersi all'evidenza. Al suo ritorno redige un articolo da pubblicare sulla rivista Nuovi argomenti, nel quale conclude che la fatica del lavoro è connaturata alla condizione umana e che più che di alienazione dell'operaio bisognerebbe parlare della sua mortificazione. L'articolo gli porta una certa notorietà anche al di fuori dell'ambito strettamente politico, ma non è apprezzato dai vertici del PCI: per questo è messo sotto inchiesta da una commissione che gli intima di ritrattare, per non incorrere in una sanzione maggiore del semplice richiamo.
Walter viene a sapere che Nancy, la moglie americana da cui era separato da tempo, è in gravi condizioni e parte per gli Stati Uniti per correre al suo capezzale. A Filadelfia ha un malore e viene ricoverato nello stesso ospedale della moglie, rimessasi da un tentativo di suicidio, che va poi a fargli visita. Gli chiede perché, anni prima, l'abbia abbandonata e gli confida di aver modificato le proprie posizioni politiche da un intransigente nazionalismo a quello che chiama "nazional-laborismo". Walter è tentato di restare a vivere con la moglie, ora che sente Nuccia molto più lontana, ma dopo la dimissione dell'ospedale fa ritorno in Italia.

## Personaggi
- Walter Ferranini: deputato comunista quarantacinquenne, originariamente di professione ferroviere. Ha combattuto nella guerra civile spagnola ed è poi riparato negli Stati Uniti, dove si è sposato e ha trascorso il periodo della seconda guerra mondiale, tornando in Italia alla sua conclusione.
- Boatta: anziano deputato comunista, amico di Walter.
- Amoruso: deputato comunista cinquantacinquenne, di professione medico, amico di Walter.
- Adele Cariboni: senatrice socialista, moglie di Amoruso. Vive col marito in una villa a Formia (LT).
- Amos e Vittorio Bignami: cugini amici di Walter, dirigenti della Cooperativa Agricola Produttori (CAP) di Guastalla.
- Anna Corsi detta Nuccia: trentottenne amante di Walter, ex partigiana. Ha avuto dal marito, da cui è di fatto separata, una figlia di nome Giulia.
- Cesare Lonati: imprenditore marito di Nuccia, iscritto al PCI.
- Giobatta Reparatore: deputato comunista di Cerignola, ex sindacalista seguace di Giuseppe Di Vittorio; prova per Ferranini stima e affetto.
- Maccagni: deputato comunista.
- Caprari: dirigente comunista di Reggio Emilia, accusato dii avere un tenore di vita troppo lussuoso.
- Gennaro: tipografo trentenne, nato in America da genitori trasteverini, con il quale talvolta Walter s'intrattiene a parlare. Muore in tipografia per una sincope.
- Oscar Fubini: funzionario reggiano del PCI, amico di Walter.
- Asvero Ancillotti: sindacalista e faccendiere reggiano, noto cumulatore di cariche [...] A Reggio lo si conosceva fra l'altro grazie al suo trasporto verso le donne e per essere fratellastro del vescovo di Modena.[4] È detto anche il gobbo rosso.[5]
- Luigia Sanguinetti: vecchia maestra di scuola, comunista dai tempi del Congresso di Livorno del 1921, fatta nominare da Ferranini a capo della Lega Cooperative di Reggio dopo la sua elezione a deputato.
- Viscardi: aspirante segretario federale del PCI di Reggio Emilia.
- Sigfrido Minelli: giovane funzionario comunista.
- Nancy Ferrarini, nata Demarr: moglie di Walter, figlia del suo datore di lavoro negli USA Roger Demarr (nato Ruggero De Marco in Italia).
- Zamboni: ferroviere col quale Walter ha uno scambio d'idee sul ruolo del lavoro nella vita, mentre da Vimondino torna a Roma.
- Pietro Nenni: leader del Partito Socialista Italiano, incontrato da Walter in parlamento.
- Roberto Mazzola: membro della FGCI torinese.
- Paolo Pisani: senatore comunista, che accompagna Ferrarini e Reparatore a casa di Mazzola.
- Enrichetta Pignatti: militante comunista, che cerca di persuadere Nuccia a rimettersi col marito.
- Fanny Filippetto: deputata comunista di Rovigo. Esorta Walter a lasciare l'amante.
- Andriej Serghieievic Carlovic:[6] operaio russo col quale Ferrarin e Amoruso parlano a Leningrado.
- Leonid Victorovic Schmidt: Professore di chimica metallurgica ma addetto alle ricerche presso gli stabilimenti Kirov[7], col quale Ferrarini e Amoruso parlano a Leningrado.
- Nina Reparatore: ventinovenne figlia di Giobatta, laureata in letteratura russa.
- Aniello Magrò, Cagnotta, Guglielmo Schiassi, Della Vecchia: membri della commissione disciplinare dinanzi alla quale Walter deve difendersi.
- John R. Lamoureux: uomo d'affari americano mulatto, incontrato da Walter all'aeroporto di Roma.
- Rosaleen Gavan detta Rosy: zia acquisita di Nancy, presso la quale si ferma quando è a Boston. Accoglie Walter al suo ritorno in America.
- L'uomo della cabina telefonica: barbone di madrelingua spagnola che dà a Walter i primi soccorsi quando questi è colpito dal malore.
- Wiener e Newcomer: medici del John Morgan Hospital di Filadelfia che curano Walter.

## Edizioni
- Guido Morselli, Il comunista, Narrativa contemporanea, Milano, Adelphi, 1976.
- Guido Morselli, Il comunista, Narrativa contemporanea, Milano, Euroclub, 1976.
- Guido Morselli, Il comunista, Tascabili 254, Milano, Bompiani, 1981,  p. 366.
- Guido Morselli, Il comunista, in  Romanzi, La nave Argo 5, Milano, Adelphi, 2002, ISBN 88-459-1669-3.
- Guido Morselli, Il comunista, Fabula, Milano, Adelphi, 2006, ISBN 88-459-0837-2.